# Gegants de Molins de Rei

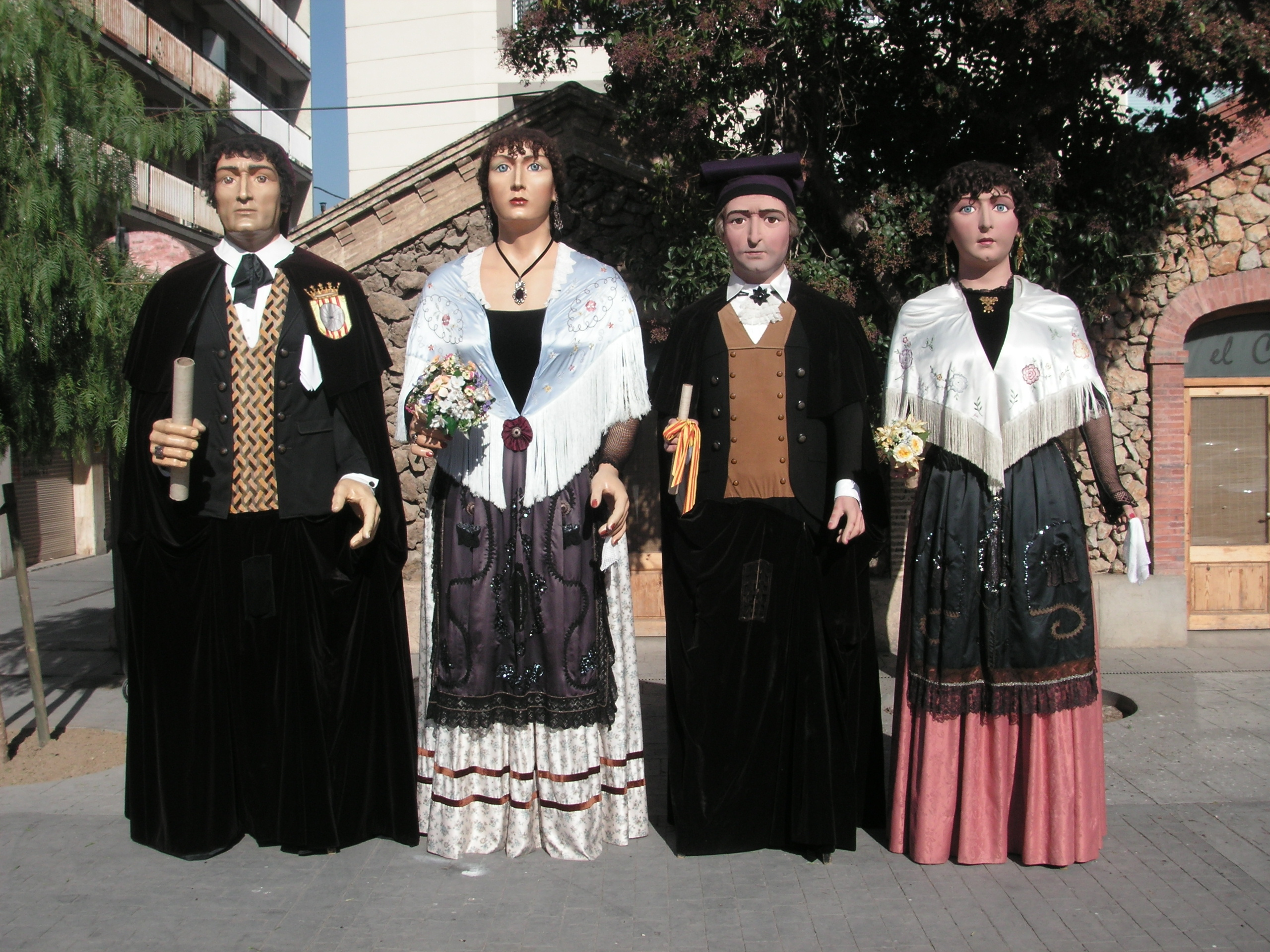
Els gegants de Molins de Rei, a l'esquerra la parella de gegants nous, i a la dreta, els gegants vells

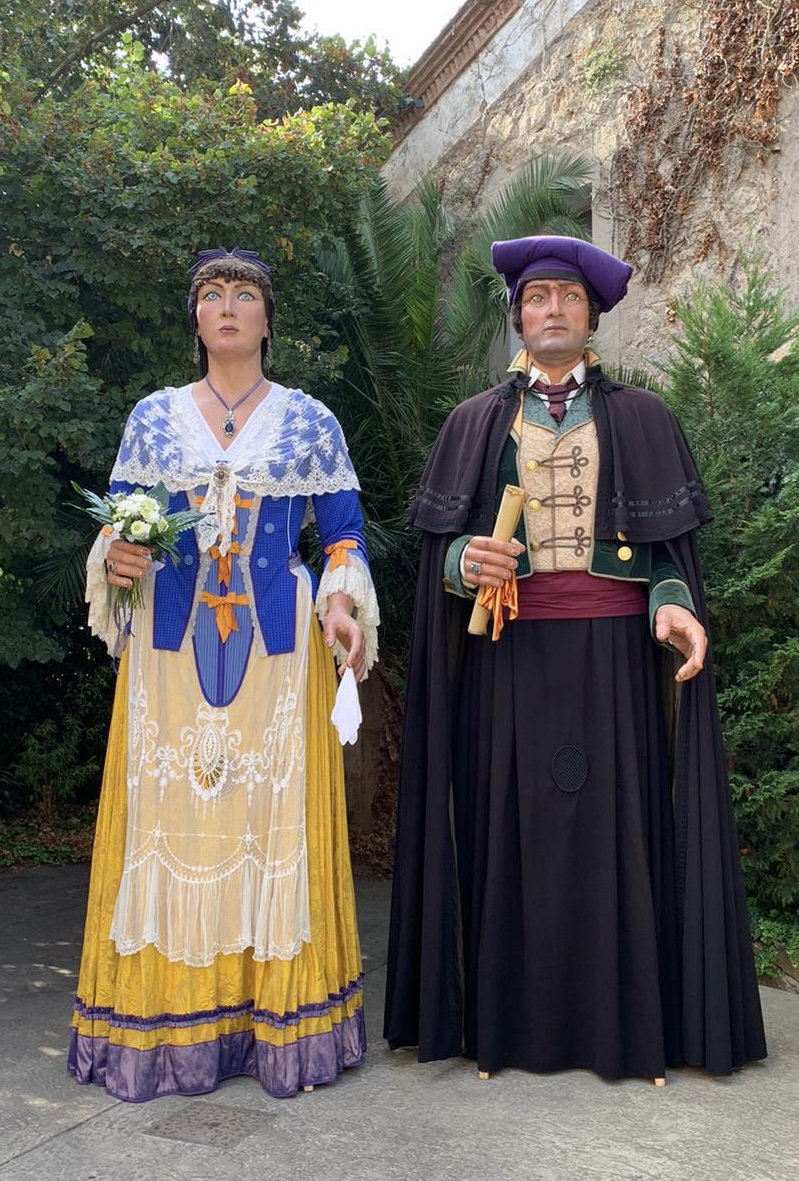
Aspecte actual dels Gegants Nous de Molins de Rei.

Molins de Rei, vila del Baix Llobregat, és una vila amb gran tradició gegantera i té l'honor de ser la 4a Ciutat Gegantera de Catalunya l'any 1988. La vila compta amb dues parelles de gegants, els Gegants Vells, Miquel i Montserrat, datats de 1913 i construïts a El Ingenio, i els Gegants Nous Bernat i Candelera, datats de 1988 i construïts pel Taller Sarandaca. Segons un Protocol, els Gegants Vells només surten a Molins de Rei, únicament sortint fora vila en ocasions molt excepcionals. Ambdues parelles representen un pare i una filla, el dia del casament d'ella.

## Gegants Vells
Després de la victòria electoral de la Lliga i amb la voluntat de catalanitzar la vila, l'Ajuntament de Molins de Rei lloga per la Festa Major de 1912 uns gegants. L'acceptació és tal que es decideix adquirir un gegants propis per la Festa Major de 1913. Les figures són adquirides a El Ingenio de Barcelona i els primers vestits són elaborats a la pròpia vila. Com a dada curiosa indicar que el gegant s'estrenà amb barret de copa, canviant a la barretina l'any 1915.
Representen un bon hereu i una rica pubilla. Són pare i filla en el dia dels esponsals d'ella, d'aquí que sovint es digui que el pergamí d'ell correspon als capítols matrimonials.
Les seves sortides habituals eren per la processó de Corpus, fins que aquesta es deixà de celebrar al 1967, i per Festa Major, tenint el dia gran el 29 de setembre, dia de Sant Miquel. Fora vila, els anys 1919 i 1920 surten a Torredembarra, mentre que a la dècada dels 50 i 60 es converteixen en una de les parelles habituals de les Festes de la Mercè barcelonines. L'any 1950 participen del Concurs Provincial de Gegants de Terrassa, on guanyen els premis al Ball i al Mèrit escultòric. Puntualment també realitzaren sortides fora vila a poblacions com Rubí, Granollers o Sant Boi de Llobregat, entre d'altres.
Les terribles riuades que patí Molins de Rei al setembre de l'any 1962 afectaren de ple els Gegants, guardats als soterranis del Mercat Municipal. Malgrat que semblava que quedarien inservibles, el clam popular aconseguí que finalment fossin restaurats a El Ingenio i tornessin a ballar pels carrers de la vila pel Corpus de 1963. Aquell mateix any, per Festa Major, per tal de commemorar els seus primers 50 anys de vida, s'organitza la primera trobada de gegants a Molins de Rei amb quatre parelles convidades.
L'arribada de la democràcia provoca que els geganters deixin de cobrar per treure les figures i sorgeixi l'associació de la Colla Gegantera per dur-ne la seva gestió. Els Gegants comencen a sortir cada cop més i més lluny de la vila i a partir de l'any 1985 es comença a organitzar cada any per Festa Major una trobada de gegants i capgrossos amb el tornavisita.
L'any 1988, coincidint amb els 75 anys dels gegants, Molins de Rei acull la 4a Ciutat Gegantera de Catalunya i estrena una nova parella de gegants, en Bernat i la Candalera, els quals es converteixen a partir d'aleshores en els encarregats de representar Molins de Rei fora de la vila. Aquesta voluntat de conservar els Gegants Vells farà que entre 1988 i 2013 els Gegants Vells de Molins de Rei solament sortissin en una ocasió fora vila, per l'apadrinament dels Gegants de Castellbisbal l'any 1994, si bé han mantingut la seva presència i protagonisme a la tradicional cercavila de Sant Miquel el 29 de setembre, on té lloc la Ballada dels Gegants davant l'alcalde, i a la Trobada de gegants i capgrossos de Festa Major.
Entre d'altres actes, per la Festa Major de 2013 es va celebrar el seu centenari amb una trobada gegantera que aplegà unes 65 colles i una mostra de balls amb gegants emblemàtics del país. A més a més, es dotà a les figures de noves joies confeccionades en plata pel joier molinenc Josep Martínez. 
El seu actual vestuari data de 1986, si bé està prevista la seva renovació pel setembre de 2022. L'actual aspecte de pintura és obra de Jordi Grau.
El seu ball solemne és “Miquel i Montserrat”, que es realitza davant de l'alcalde de Molins de Rei, fins i tot quan aquest es realitza fora de la vila. Aquest ball va ser compost per Josep Maria Roglán l'any 1986, si bé actualment es toca amb l'arranjament de Magí Canyelles, mentre que la coreografia que actualment es balla és de Jaume Coma i Miquel Burgès.
Des de l'any 2013 compten amb un ball propi a quatre que ballen conjuntament amb els Gegants Nous, “Energia i Experiència”, compost per Magí Canyelles i coreografia de Miquel Burgès.
Un tercer ball propi, que també ballen indistintament els Gegants Nous, és “Aires de Festa”, compost l'any 2018 per Marta Pujadas i coreografia de Miquel Burgès.

## Gegants Nous
Els Gegants Nous de Molins de Rei s'estrenen en el marc de la 4a Ciutat Gegantera de Catalunya celebrada a Molins de Rei l'any 1988, on són apadrinats pels Gegants de l'Agrupació de Colles Geganteres de Catalunya, Treball i Cultura.
Les figures van ser elaborades al taller Sarandaca de Granollers i vestides originalment per Josepa Bacarisas i Josep Casajoana a imatge i semblança del vestuari dels Gegants Vells de la vila. Han estat restaurats en diverses ocasions i la seva pintura actual és obra de Jordi Grau. L'any 2017 se’ls hi renoven els vestits buscant una major autenticitat històrica amb el vestuari que podria haver lluït una família benestant molinenca a cavall entre els segles XVII i XVIII, un nou vestuari dissenyat per l'indumentarista Pau Fernàndez i elaborat per la modista molinenca Eva Mula. Tenen la particularitat de que les seves joies estan elaborades artesanalment en plata pel joier molinenc Josep Martínez.
Des de la seva estrena han esdevingut la parella que ha representat Molins de Rei a la pràctica totalitat de sortides geganteres fora vila, amb la clara voluntat de preservar així els Gegants Vells de la vila. Els Gegants Nous molinencs han voltant arreu del Principat i, fins i tot, viatjat en diverses ocasions al País Basc, Navarra, Aragó, Balears, Catalunya Nord o Andorra, així com a Lorca l'any 1994 i a Lilla l'any 2004. De vegades molt especials ho han fet acompanyats dels Gegants Vells, si bé aquest fet és poc habitual i a actes singulars com a Santa Maria del Mar a Barcelona, Vilafranca del Penedès o Vilanova i la Geltrú.
Des de l'any 2016 tenen el seu ball propi, el “Pasdoble d'en Bernat i la Candelera”, compost per Jaume Cuartero i coreografiat per Miquel Burgès. També compten des del 2013 amb un ball propi conjunt amb els Gegants Vells, “Energia i experiència”, compost per Magí Canyelles i coreografiat per Miquel Burgès. 

## Gegantons
Molins de Rei compta amb una parella de gegantons, actualment inactius i que fa força anys que no surten, en Robert i na Mariona, creats l'any 1987. Durant força anys van acompanyar a les seves sortides als Gegants Nous i van participar de les festes molinenques.
El gegantó que si que actualment segueix actiu és el Molinenc, creat l'any 1994 al Taller Sarandaca. L'any 2014 se li va renovar l'aparença, pujant-lo d'alçada i un nou vestuari de Marc Udina. El Molinenc compta amb un ball propi, "El Molinenc", compost per Marta Pujadas i Carles Giralt amb coreografia d'Oriol Macià.

## Capgrossos
Malgrat tenir tradició documentada de capgrossos des de 1915, els actuals capgrossos de Molins de Rei són força recents. Sis d'ells, de motllo de sèrie, van ser adquirits a El Ingenio de Barcelona l'any 1991, mentre que un setè es va incorporar fruit d'un sorteig que es va realitzar a la Ciutat Gegantera de Catalunya realitzada a Reus l'any 1993 i és una figura original obrada al taller terrassenc de El Drac Petit.
Actualment formen una comparsa on cada capgròs te la seva pròpia personalitat i rol. Els seus noms són Català, Catalana, Mafiòs, Dona del Barret, Tremenda, Cescu i Mossèn. Disposen d'un ball propi compost per Marta Pujadas i Carles Giralt amb coreografia de Pere Seda anomenat "Ball dels Capgrossos".

## Gall de Molins de Rei
El Gall de Molins de Rei és una peça del bestiari popular català i pertany a la Colla Gegantera de Molins de Rei. Fou estrenat el 27 de setembre de 2002, coincidint amb l'inici de la Festa Major de Sant Miquel Arcàngel d'aquell any. El seu constructor és el molinenc Jaume Coma, autor de diversos capgrossos de la vila, el drac L'Entxuscat de Molins de Rei i del ja desaparegut Bestiot dels Diables de Molins de Rei-L'Agrupa. El Gall és una bèstia de protocol, si bé també realitza actuacions dotat de foc.
A Molins de Rei era tradició que prenguès part dels actes de la Revetlla de Sant Joan per rebre la flama del Canigó i prenguès part de la Cremada de Felip V. Puntualment també realitzava sortides fora de Molins de Rei, destacant-ne les seves sortides a Lilla, Sant Feliu de Llobregat, La Bisbal del Penedès, Vilafranca del Penedès, Granollers, Castellbisbal, Vic, Pamplona o Els Pallaresos.